# Vilonia (Arkansas)
Vilonia es una ciudad ubicada en el condado de Faulkner en el estado estadounidense de Arkansas. En el Censo de 2010 tenía una población de 3815 habitantes y una densidad poblacional de 207,81 personas por km².

## Geografía
Vilonia se encuentra ubicada en las coordenadas 35°4′43″N 92°12′56″O / 35.07861, -92.21556. Según la Oficina del Censo de los Estados Unidos, Vilonia tiene una superficie total de 18.36 km², de la cual 18.35 km² corresponden a tierra firme y (0.06%) 0.01 km² es agua.

## Demografía
Según el censo de 2010, había 3815 personas residiendo en Vilonia. La densidad de población era de 207,81 hab./km². De los 3815 habitantes, Vilonia estaba compuesto por el 96.09% blancos, el 0.55% eran afroamericanos, el 0.66% eran amerindios, el 0.21% eran asiáticos, el 0% eran isleños del Pacífico, el 0.79% eran de otras razas y el 1.7% pertenecían a dos o más razas. Del total de la población el 2.65% eran hispanos o latinos de cualquier raza.